# أحادي فلوريد الكلور
أحادي فلوريد الكلور هو مركب كيميائي من عنصري الفلور والكلور له الصيغة الكيميائية ClF، ويكون على شكل غاز عديم اللون.
حُضّر المركب لأول مرة من قبل الكيميائي الألماني أوتو روف Otto Ruff سنة 1928.

## التحضير
يحضر أحادي فلوريد الكلور من تفاعل مزيج من غازي الفلور والكلور بحضور حفاز من النحاس عند درجة حرارة تبلغ 250 °س.
{\displaystyle \mathrm {Cl_{2}+F_{2}\longrightarrow 2\ ClF} }
كما يمكن أن تتم عملية التحضير من تفاعل ثلاثي فلوريد الكلور مع الكلور:
{\displaystyle \mathrm {ClF_{3}+Cl_{2}\longrightarrow 3\ ClF} }

## الخواص
كما هو الحال في المركبات بين الهالوجينية فإن جميع مركبات فلوريدات الكلور هي مركبات نشيطة كيميائياً. فهو يتفاعل بعنف مع الماء والفلزات وكذلك الأمر مع الكثير من المركبات العضوية، كما يتفاعل مع الزجاج والأكاسيد اللاعضوية مشكلاً أكاسيد الكلور.

## الاستخدامات
يستخدم أحادي فلوريد الكلور بشكل رئيسي في فلورة المركبات الكيميائية الأخرى.